# Plakinastrella mammillaris
Plakinastrella mammillaris är en svampdjursart som beskrevs av Lendenfeld 1907. Plakinastrella mammillaris ingår i släktet Plakinastrella och familjen Plakinidae.
Artens utbredningsområde är havet kring Australien. Inga underarter finns listade i Catalogue of Life.